# Émile Mâle
Émile Mâle (2 de juny de 1862 - 6 d'octubre de 1954) va ser un famós historiador de l'art francès, especialista en l'art sacre i medieval.

## Biografia
Va estudiar a l'École normale supérieure, i es va llicenciar en 1886. Va ensenyar retòrica a Saint-Étienne, i després en la Universitat de Tolosa de Llenguadoc. Va llegir la seva tesi L'art religiós en la França del segle xiii el 1899. A partir de llavors va seguir una carrera excel·lent com a especialista en l'art religiós i medieval. És el pare d'aquesta especialitat.
Va ser membre de la Académie des inscriptions et belles-lettres (1918), l'Académie royale de Belgique, la British Academy, l'Académie française. Li va ser concedida la Légion d'honneur. Va morir el 1954, havent deixat una obra immensa.

## Obres
- Quomodo Sybillas recentiores artifices representaverint (1899)
- L'Art religieux du XIIIe siècle en France (1899) TD. Tr. El arte religioso del siglo XIII en Francia, Encuentro, 2001.
- L'Art religieux de la fin du Moyen Âge en France (1908)
- L'Art allemand et l'art français du Moyen Âge (1917)
- L'Art religieux au XIIe siècle en France (1922)
- Art et artistes du Moyen Âge (1927)
- l'Art religieux après le Concile de Trente, étude sur l'iconographie de la fin du XVIe, du XVIIe et du XVIIIe siècles en Italie, en France, en Espagne et en Flandre (1932). Tr. El arte religioso de la contrarreforma, Encuentro, 2001.
- Rome et ses vieilles églises (1942)
- Les Mosaïques chrétiennes primitives du IVe au VIIe siècle (1943)
- L'Art religieux du XIIe au XVIIIe siècle (1945)
- Jean Bourdichon: les Heures d'Anne de Bretagne à la Bibliothèque nationale (1946)
- Les Grandes Heures de Rohan (1947)
- Notre-Dame de Chartres (1948)
- La Fin du paganisme en Gaule et les plus anciennes basiliques chrétiennes (1950)
- La Cathédrale d'Albi (1950)
- Histoire de l'art (2 volumes, 1950, editor). Tr. Historia general del arte, Montaner y Simón
- Les Saints Compagnons du Christ (1958) póstuma